# Семенко Анатолій Іларіонович
Анатолій Іларіонович Семенко (нар. 5 жовтня 1937, м. Краматорськ, Донецька область) — український науковець, доктор технічних наук, професор, лауреат Державної премії СРСР в галузі радіозв'язку.

## Біографія
Народився у м. Краматорську на Донеччині. Закінчив радіофакультет Київського політехнічного інституту (1960) та стаціонарну аспірантуру НДІ «Квант» (Київ, 1966).
Доктор технічних наук за спеціальністю 05.12.21 (1987), захищав дисертацію в ЦКБ «Алмаз», м. Москва.
Професор кафедри телекомунікаційних систем Державного університету телекомунікацій з 2004 року. Науковий керівник постійно діючої галузевої науково-технічної школи-семінару «Теоретичні та прикладні аспекти новітніх технологій телекомунікацій», щомісячні заняття з 2007 р.
Член спеціалізованої вченої ради ДУТ Д 26.861.01, спеціальність 05.12.13.
Член спеціалізованої вченої ради ОНАЗ iм. О. С. Попова Д 41.816.02, спеціальність 05.12.13.
Коло наукових інтересів — теорія передачі інформації, безпроводові та мобільні телекомунікаційні системи; системи радіорелейного та супутникового зв'язку; телекомунікаційні системи НВЧ; мультисервісні мережі; комп'ютерні системи та мережі.

## Публікації
Автор понад 130 наукових публікацій, в тому числі 4 монографії, 5 патентів України на корисну модель.

## Нагороди та почесні звання
- Лауреат Державної премії СРСР в галузі радіозв'язку як головний конструктор урядового комплексу космічного зв'язку (1989 р.).
- Академік академії зв'язку України по відділенню «Наземні та супутникові засоби зв'язку» (1993 р.).
- Дійсний член Міжнародної академії інформатизації (1994 р.).
- Подяка від Київського міського голови (2009 р.).
- Почесна грамота Державної адміністрації зв'язку Міністерства транспорту та зв'язку (2010 р.).